# Cień śmierci
Cień śmierci (ang. The Shadow of Death) – obraz religijny angielskiego malarza Williama Holmana Hunta, jednego z założycieli Bractwa Prerafaelitów. Obecnie znajduje się w zbiorach Manchester Art Gallery.

## Opis i symbolika
Dzieło powstało podczas drugiego pobytu artysty w Ziemi Świętej w latach 1870–1873. Malarz przedstawił Jezusa w ciesielskiej pracowni Józefa. Jezus jest młody, opalony i muskularny, po skończonej pracy unosi ręce do góry, usiłując wyprostować i rozprężyć zmęczone ciało. Promienie zachodzącego słońca rzucają Jego cień na ścianę pracowni i znajdującą się na niej deskę z narzędziami. Kształt cienia oraz ostre, długie narzędzia w miejscach nadgarstków jednoznacznie kojarzą się z nieuchronną śmiercią i ukrzyżowaniem.
Scena przesycona jest pomarańczowym światłem słońca zachodzącego w Betlejem, gdzie artysta rozpoczął tworzenie tej kompozycji. Całe nasycone jest symboliką nawiązującą do życia Chrystusa. Klęcząca i ukazana z tyłu kobieta, zapewne Maria, otwierając skrzynię, której zawartość nawiązuje do darów Trzech Króli, dostrzega na ścianie zarys Ukrzyżowanego. Choć twarz Maryi jest niewidoczna, pozycja jej ciała może świadczyć o przerażeniu, jakie wywołała ta wizja. U stóp Jezusa leży czerwona opaska zakładana na głowę podczas pracy na głowę dla powstrzymania potu: jej czerwona barwa nawiązuje do męczeńskiej śmierci i może do szkarłatnego płaszcza, w jaki zostanie On odziany przez oprawców. Do Jego męki odnoszą się także ułożone w krzyż narzędzia na ścianie oraz owoce granatu. Niemniej wymowne jest znaczenie trzcin stojących w rogu pomieszczenia. Cień rękojeści piły przedstawionej na pierwszym planie przypomina kształt włóczni, którą rzymski legionista Longin przebije ciało Chrystusa przed zdjęciem z krzyża. Wiszący na ścianie pion ma czerwony ciężarek w kształcie serca, znajdujący się po lewej stronie cienia – tam gdzie zwykle znajduje się serce człowieka.
W ścianie pracowni znajdują się dwa półkoliste okna, z których jedno tworzy podwójny nimb wokół głowy Jezusa. Powyżej widać otwór o kształcie przypominającym Gwiazdę Betlejemską. Leżący na parapecie rozwinięty zwój i dojrzałe owoce to symbole spełniających się proroctw. W prawym oknie widoczne jest drzewo oliwne, do którego wielokrotnie porównywano Jezusa w Nowym Testamencie. Również widniejące w głębi pagórki nawiązują do wzgórz Galilei, przypominając zapewne o misyjnym powołaniu Chrystusa.

## Odbiór
Cień śmierci został chłodno przyjęty przez krytykę, której nie odpowiadało, że postać Chrystusa ukazano w pospolitym otoczeniu i podczas pracy. Mimo to obraz zyskał popularność, był wielokrotnie kopiowany i rozpowszechniany w postaci rycin i ilustracji. Obecnie zaliczany jest do najlepszych dzieł Hunta.